# Servon (Sena e Marne)
Servon é uma comuna francesa, situada no departamento de Seine-et-Marne na região de Île-de-France.
Brie-Comte-Robert é a vila a mais proxima de Servon.